# Ricard el Pelegrí
|  | Per a altres significats, vegeu «Sant Ricard». |

Ricard el Pelegrí, o Ricard, rei d'Anglaterra, Ricard el Saxó o Ricard de Lucca, (Wessex, Anglaterra, s. VII - Lucca, 722) fou un noble anglès que va fer pelegrinatge a Roma i va morir a Lucca. És venerat com a sant a l'Església catòlica.

## Biografia

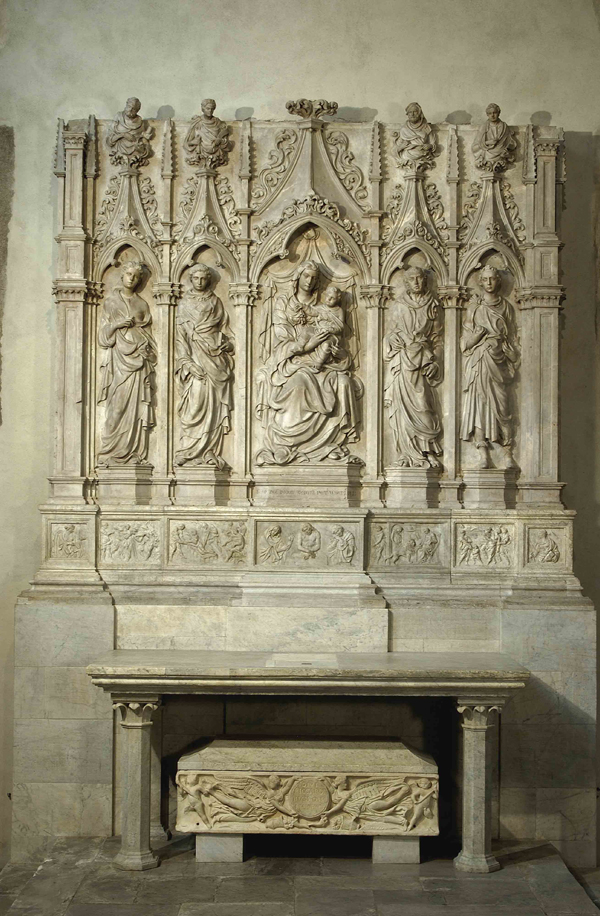
Tomba de Sant Ricard a S. Frediano (Lucca), a la capella Trenta; el sepulcre és romà antic, i el retaule és de Jacopo della Quercia, esculpit per a la família Trenta, propietària de la capella.

L'única dada certa que en tenim és que va fer el pelegrinatge a Roma, passant per França, amb els seus fills i que, malalt, va morir abans d'arribar-hi, a Lucca. Fou el pare dels sants Willibald d'Eichstätt, Winebald i Valpurga de Heidenheim.

## Veneració
Aviat s'atribuïren a la seva intercessió miracles i guaricions que havien tingut lloc a la seva tomba, a la basílica de San Frediano. Venerat a Lucca, va ser anomenat Rex Anglorum ("rei dels anglesos") sense cap fonament. A banda de la menció donada al Martirologi romà de "sanctus Richardus rex Anglorum", només és citat a una obreta posterior, l'Hodoeporicon, potser escrit per una religiosa familiar seva o de la seva terra.
Probablement va ser un pelegrí procedent de Wessex, potser senyor d'algun feu, d'on vindria la denominació de rex.
La seva festivitat és el 7 de febrer.